# Christian Bauer (escrime)
Pour les articles homonymes, voir Christian Bauer (homonymie) et Bauer.
Christian Bauer, né le 15 septembre 1951 à Illkirch-Graffenstaden, est un maître d'armes spécialisé dans l'enseignement du sabre.

## Biographie
Bauer commence l'escrime sur le tard. Il parvient jusqu'à l'équipe de France B avant de voir son niveau stagner. Le directeur technique national de la Fédération française d'escrime lui conseille alors de devenir maître d'armes. Il enseigne le sport à Koenigshoffen avant de rejoindre en 1992 le cadre technique de l'équipe de France de sabre. Il entrainera dans le même temps le groupe Compétition de la Section Escrime du CSAKB, club d'Escrime de la banlieue parisienne. Sous sa houlette, la France obtient trois titres mondiaux.
Sa mésentente avec le directeur technique national Philippe Omnès le pousse à quitter la France pour entraîner l'équipe italienne. Il reste en Italie de 2002 à 2006. Pendant cette période, Aldo Montano obtient la médaille d'or aux Jeux olympiques d'été de 2004 à Athènes.
Bauer part ensuite entraîner les équipes chinoises, avec pour mission d'obtenir un titre olympique : c'est chose faite avec l'or pour Zhong Man aux Jeux olympiques d'été de 2008 à Pékin. 
Lorsque son contrat chinois s'achève, Bauer devient entraîneur national des équipes russes à l'invitation d'Alisher Usmanov. L'équipe masculine obtient l'or aux championnats du monde 2010, puis 2011. Aux Jeux olympiques d'été de 2012 à Londres, Sofia Velikaïa obtient l'argent et Nikolay Kovalev le bronze. Son contrat est alors reconduit pour cinq ans. Aux championnats du monde d'escrime 2013 à Budapest, ses sabreurs obtiennent l'or et l'argent en individuel ainsi que l'or par équipes,  alors que les dames emportent l'argent en individuel et par équipes.
Alors qu'il est toujours entraineur de la délégation russe, aux Jeux olympiques d'été de 2016 à Rio, Yana Egorian et Sofia Velikaïa se sont respectivement imposées aux 1re et 2e places du podium en Sabre Féminin individuel.